# 哈薩克斯坦的德意志人
德意志人，是哈薩克斯坦的少數民族，多數生活於北部的阿斯塔納和厄斯克門和一些村落，在蘇聯解體哈薩克斯坦獨立後，他們多數人移民俄羅斯或回流德國。

## 歷史
他們多數是伏爾加德意志人，在德蘇戰爭開始後斯大林怕他們成為內應把他們的自治共和國伏爾加德意志人蘇維埃社會主義自治共和國取締，他們則被發配哈薩克斯坦的古拉格勞改。他們同時被禁止德語教育，民族節日被廢除，更禁止遷徙。這樣的限制至赫魯曉夫解凍時期才結束。
根據1989年人口普查，有哈薩克斯坦公民權的德意志人有957,518人，佔哈國人口5.8%。這包括在俄羅斯（歐俄和西伯利亞）（841,295）的人口。
根據德國回歸法，蘇聯德裔因被強行驅逐有返回德國的權利，但由於系統被廣泛濫用，該法在21世紀初已停止執行。在2009年俄國取代德國成為主要的移民目的地，而1999年，有353441德意志人留在哈薩克斯坦。
而近年來有少數德意志人因無法適應德國的生活又回到哈薩克斯坦，組織「重生」成立於1989年，負責處理德意志人的文化與社區事務。
多數德意志人只懂俄語，他們多數是新教基督徒但是因蘇聯禁止宗教活動，很少繼續保持信仰，少數人是正教會基督徒。